# Tectoribates proximus
Tectoribates proximus är en kvalsterart som först beskrevs av Berlese 1910.  Tectoribates proximus ingår i släktet Tectoribates och familjen Oribatellidae. Inga underarter finns listade i Catalogue of Life.